# Magda Gabi
Magda Gabi (Budapest, 1937. február 28.) magyar színésznő, szinkronszínész.

## Élete
1937-ben született Angyalföldön. Érettségi után azonnal felvették a Színház- és Filmművészeti Főiskolára, ahol Szinetár Miklós osztályába járt. A diploma megszerzése után az egri Gárdonyi Géza Színházhoz szerződött. 1960-ban a Pécsi Nemzeti Színház tagja volt, majd 1961-től visszatért Budapestre, ahol szabadúszóként folytatta pályáját. Rendszeresen játszott a Gyermekszínházban, vendégszerepelt többek között a Kis Színpadon és a Katona József Színházban is, ahol komoly szakmai sikereket ért el Szabó Magda: Fanni hagyományai  című darabjában, Amália szerepében.

## Filmszerepei
Színpadi szerepei mellett számos filmben is játszott. Legemlékezetesebb szerepei a Jancsó Miklós által rendezett A harangok Rómába mentek, Máriássy Félix Karambol című filmje, valamint a Nádasy László rendezte Razzia. Ezen kívül szerepelt Keleti Márton nagy sikerű, Esős vasárnap című alkotásában is.
A Magyar Televízió népszerű sorozatában, az illemtant játékos formában oktató Tudni illik, hogy mi illik című műsorban éveken át volt Feleki Kamill egyik partnere.
Sokak számára mégis rádiójátékokból és szinkronszerepekből ismert igazán, jellegzetes hangját számtalan felvétel őrzi. A Szinkronvállalat színésztársulatának volt tagja. 1992-ben nyugdíjba vonult. Ezt követően 2001-ig szinkronizált. 2013-tól az Ódry Árpád Művészotthonban él.

## Színpadi szerepei
- Félicien Marceau: A Tojás...első nő (1957)
- Bertolt Brecht: Koldusopera...második lány (1958)
- Konsztantyin Andrejevics Trenyov: Ljubov Jarovaja...gimnazista lány (1958)
- Csizmarek Mátyás - Semsei Jenő - Nádassi László: Érdekházasság...Éva, Venczelék lánya (1959)
- Makszim Gorkij: Ellenségek...Nádja, Polina unokahúga (1959)
- Ábrahám Pál–Földes Imre–Alfred Grünwald–Fritz Löhner-Beda: Hawai rózsája – Raka, hawai lány (1959)
- Federico García Lorca: A Csodálatos vargáné...kisfiú (1960)
- Lorca: Don Perlimplin és Belisa szerelme a kertben...első kobold (1960)
- Molière: Fösvény...Marianne (1960)
- Móricz Zsigmond: Légy jó mindhalálig...Nyilas Misi (1960)
- Szűcs György: Elveszem a feleségem...Kelemen Judit (1960)
- Friedrich Schiller: Ármány és szerelem...Lujza (1960)
- Örsi Ferenc: Kilóg a lóláb...Kocsis Marika (1960)
- Barta Lajos: Szerelem...Böske (1961)
- Vörösmarty Mihály: Csongor és Tünde...Duzzogh (1961)
- Prosper Mérimée: A művésznő hintója...Camila Périchole, színésznő (1961)
- B. Dávid Teréz: Dódi...Dódi (1962)
- Eugène Scribe: Egy pohár víz...Abigail (1962)
- Békés István: A bűvös erdő...Mostohalány (1962)
- Zelk Zoltán: Az ezernevű lány...Néma lány (1963)
- Tarbay Ede: Játék a színházban...Zir, a titokzatos iker (1963)
- Móricz: Légy jó mindhalálig...Bella (1964)
- Carlo Gozzi: A három narancs szerelme...Frutta, Ninetta barátnője (1964)
- Babay József: Három szegény szabólegény...Selyem Katalin (Péter)(1965)
- Szabó Magda: Fanni hagyományai...Amália, Baranya lánya (1965)
- Csizmarek Mátyás: Nem élünk kolostorban...Klári, Máthéék lánya (1965)
- Márkus György: Az Olympikon...Ió, Phoikosz lánya (1966)
- Tarbay Ede: Hét szem mazsola...Csipkerózsika (1966)
- Szinetár György: Én, Varga Katalin...Ágota, Petrás húga (1967)
- Jékely Zoltán: Mátyás király juhásza...Kunigunda királykisasszony (1967)
- Arthur Fauque: Toronyóra lánccal...Julia, falusi leány (1968)
- Szinetár György: Revolvert vegyenek...Dunya (1968)
- Halasi Mária: Az utolsó padban...Garas Mari (1968)
- Jókai Mór: A kőszívű ember fiai...Aranka (1969)
- Török Tamás: A Musa Dagh negyven napja...Iszkuhi, a lelkész húga (1970)
- Komlós Róbert: Sándor Mátyás...Marianna, Torontálék lánya (1970)
- Tarbay Ede: Mondják meg Zsófikának...Viki, Dóra nővére (1971)
- Kárpáthy Gyula: A Perbefogott diák...Vajda Julianna (1973)
- Friedrich Dürrenmatt: Angyal szállt le Babilonba...Kurrubi (1973)
- William Shakespeare: Vízkereszt, vagy amit akartok...Viola, a herceg szerelmese (1973)
- Huszka Jenő - Szilágyi László: Mária főhadnagy...Mária (1973)
- Valentyin Petrovics Katajev: Bolond vasárnap...Olga (szerepátvétel 1975.07.11-től) (1974)
- Fehér Klára: Mi, szemüvegesek...Huhu, másképpen Szabó Zsuzsi (1974)
- Schwajda György: Óz, a nagy varázsló...Emmi néni; Jó boszorkány (1978)
- Grigorij Lvovics Rosal - Abdilda Tazsibajev: Dzsomárt szőnyege...Dariga anyó (1979)
- Jean Anouilh: Becket, vagy Isten becsülete...Királyné (1980)

## Filmjei
- Égi madár (1958)
- Vasvirág (1958)
- Razzia (1958)
- A harangok Rómába mentek (1959)
- Szombattól hétfőig (1959)
- A mi földünk (1959)
- Két emelet boldogság (1960)
- Az ígéret földje (1961)
- Esős vasárnap (1962)
- Menyegző (1963)
- Tücsök (1963)
- Nem értem a nőket… (1963)
- Gabi és Dorka (1963)
- Karambol (1964)
- Mit csinált felséged 3-tól 5-ig? (1964)
- Tudni illik, hogy mi illik… (1964)
- Egy nyugalmas vasárnap (1966) – Edit
- Nadrág és szerelem (1966)
- Princ, a katona (1966)
- A nagybácsi álma (1967)
- Sikátor (1967)
- A három sánta rabló (1969)
- Telizsák (1971)
- A tetovált nő (1971)
- Aszfaltmese (1971)
- Pirx kalandjai (1973)
- Város esti fényben (1974)
- Utánam, srácok! (1975)
- A sas meg a sasfiók (1976)
- Abszolút Fehér történetek (1976)
- A tenger (1982)
- Szomszédok (1988-1998) – Több szerep

Animációs filmek
- A monológ (1963) – Nő
- Kérem a következőt! I. (1973) – Szarka Berta
- A nagy ho-ho-horgász (1982-1988) – További szereplők
- Frakk, a macskák réme IV. (1984-1985) – Micike
- Kíváncsi Fáncsi II. (1989) – Kenguru mama
- Sárkány és papucs (1989) – Peggy szamara

## Hangjátékok
- A két katicabogár (1959)
- Hold a Tisza felett (1962)
- A víg özvegy (1962)
- Szép kis szájam, szép zöld szemem (1963)
- Finom kis család (1963)
- A toronytól messze még az ég (1963)
- Tragacs (1963)
- A tűzszerszám (1963)
- A boldogító igen (1963)
- Fenyőfácska álma (1963)
- A díszhal (1964)
- Nem mind Moha, aki törpe… (1965)
- Szerződés Bogárkával (1965)
- Szentivánéji álom (1965)
- A csodálatos bambuszfácska (1965)
- A nagy Hoggarty gyémánt (1966)
- Tiszta ház (1966)
- Akiket a vonat hoz (1966)
- Tűrd be a blúzodat (1966)
- Cilike és a többiek (1967)
- Minibocs (1968)
- Vera doktornő (1968)
- Finom kis vendéglő… (1968)
- Az okos leány (1968)
- Ifjú Brummantó Kázmér a szilvafán (1968)
- Házasodj Ausztria (1968)
- Két lány apát keres (1969)
- Tanúk nélkül (1969)
- Labirintus (1969)
- A sisakos kandúr (1969)
- ABC meseáruház (1970)
- Florentine (1970)
- Emil és a detektívek (1970)
- Önkéntes hajótöröttek (1970)
- A muzsikáló kávédaráló (1970)
- Vérnász (1970)
- A második bakter (1971)
- Hóvirág (1971)
- Egy ember élete (1971)
- Manilosz szerelme (1971)
- Utazás a nő körül (1971)
- Brooklyni árnyak (1971)
- Kispolgárok (1971)
- Az átutazó (1971)
- Farahat őrmester képzelgése (1971)
- A kastély (1971)
- Családi kör 1932-ből (1971)
- Az első hét esztendő (1971)
- Rabigában (1972)
- Nyuszicsel (1972)
- Pokol takaréklángon (1972)
- A beszélőgép (1972)
- A karcsútornyú vár (1972)
- A második nyárfa (1972)
- Tamás úrfi kalandjai (1972)
- A zsámbéki török kút (1973)
- A rubintos gyűrű (1973)
- Árhullámok (1973)
- Valló Bonifác történetei (1973)
- Derűs bölcsességek (1974)
- Magyar László a fekete kontinensen (1975)
- Vox Humana (1975)
- A vígszinházi csata (1975)
- Az egyetlen kivétel (1975)
- Utazás a szempillám mögött (1975)
- Apám (1975)
- Ripityomi farkasnyom (1976)
- A tolvajok királya (1976)
- A batyus ember és Ada három fia (1976)
- A béke (1976)
- Holroyd úr utolsó tavasza (1976)
- A király meg a pacsirta (1976)
- A gabalyi kiskáplár és más történetek (1976)
- A farmernadrágos lány (1976)
- Vészkijártabejárat (1976)
- A szög (1976)
- Egy kezdő költő romantikus históriája (1976)
- A bolond kutya gazdája (1977)
- Nyikorgó ajtó (1977)
- Tízmillió lépés (1977)
- Meztelen a király (1977)
- A legkisebb halász (1977)
- A kis királynő meg a szegényember (1978)
- Beatrice apródjai (1978)
- A csodatükör (1978)
- Az álmatlan király (1978)
- Légy jó mindhalálig (1978)
- Az élet komédiásai (1979)
- Az állatok dicsérete (1979)
- A sziget (1979)
- Négykézláb (1979)
- Csupacsel (1980)
- A szenvedelmes kertész (1980)
- Dugó sörényt növeszt (1981)
- Az ezer Buddha templomában (1981)
- Peckham Rye balladája (1981)
- Tom Jones (1981)
- Oltárok árnyékában (1982)
- Szegény Avroszimov (1982)
- Rupiniká, az örömlány (1983)
- Az eltűnt újságíró (1983)
- A Jünden népdal regéje (1983)
- Harmatos zöld fűben (1983)
- Az égigérő fa (1984)
- Marika (1987)
- Manci (1988)
- Küldj angyalokat! (1989)
- A három sárkány (1991)
- Nincsenek véletlenek

## Filmszinkron
- Charlie Chan Londonban (1934)

## Díjai, elismerései
- A Magyar Rádió és Televízió nívódíja (1974)[4]